# Nicola Sabbatini

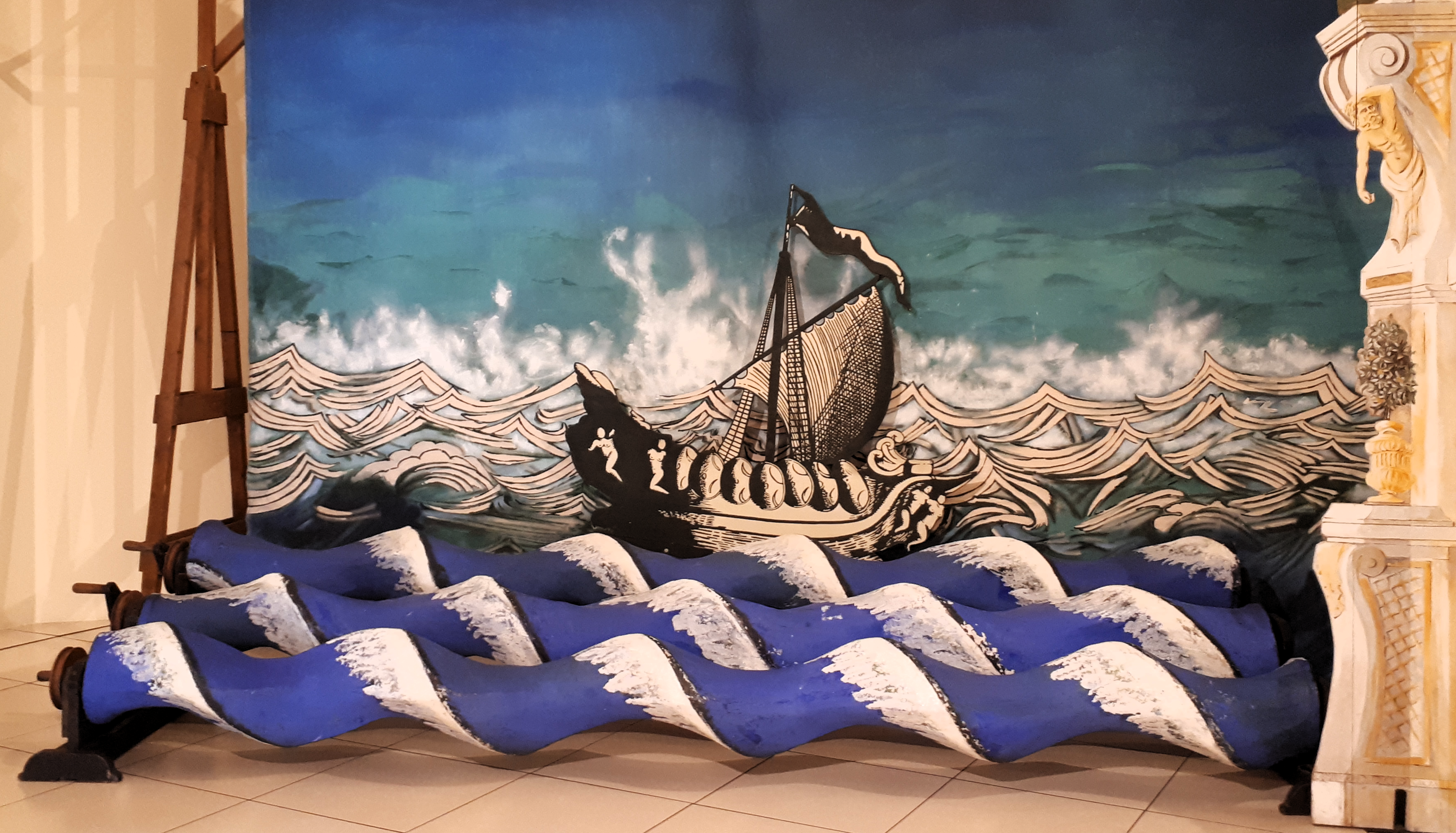
Meer der Wellen von Nicola Sabbatini

Nicola Sabbatini, auch bekannt als Niccolò Sabbatini, Nicola Sabbattini, Nicola Sabbattinis, (* 1574 in Pesaro; † 25. Dezember 1654 ebenda) war ein italienischer Architekt, Ingenieur und Pionier in der Technik der Bühnenmaschinerie. Seine Werke unterscheiden sich grundlegend von den Werken seiner Kollegen. Sein Buch „Pratica di fabricar scene, e machine ne’teatri“ ist eine wichtige Quelle, in der Welt der Bühnenmaschinen.

## Leben
Nicola Sabbatini wurde 1574 in Pesaro als Sohn des Meisters Simone (der Name seiner Mutter ist unbekannt) geboren. Sabbatini wuchs in einem kultivierten und vornehmen, familiären Umfeld auf. Er hatte das Privileg, Mechanik, Ingenieurswesen, Zivil – und Militärarchitektur an der berühmten Schule des Mathematikers Guidobaldo del Monte zu studieren. Unter der Leitung des herzoglichen Architekten Girolamo Arduini, welcher Experte für Mathematik und Militärarchitektur war, hat er seine Berufsausbildung abgeschlossen. Sabbatini arbeitete im Dienst des Kirchenfürsten Hieronimo Grimaldi. Sabbatini starb am 25. Dezember 1654 in Pesaro.

## Werke

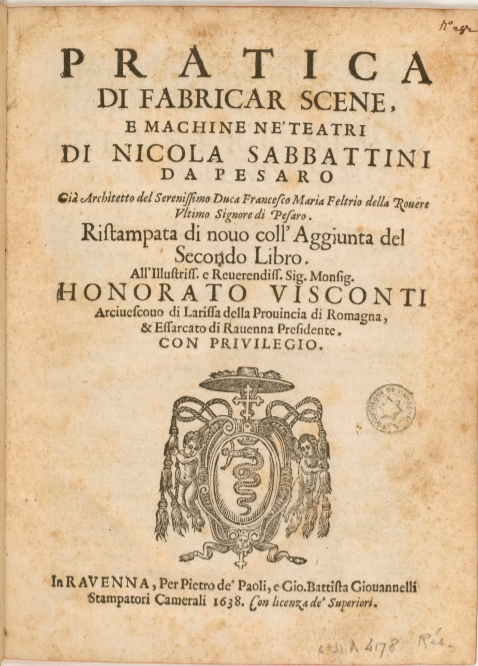
Titelblatt: Pratica di fabricar scene, e machine ne’teatri von Nicola Sabbatini

Nicola Sabbatinis Werk besteht aus zwei Büchern. 1637 erschien das erste Buch von Nicola Sabbatini, 1638 folgte die Veröffentlichung des zweiten Bandes. Seine Schriften stehen am Anfang der großen architektur- und theatertechnischen Kompendien, die im siebzehnten Jahrhundert entstehen. Das Werk von Sabbatini erlaubt dem Leser einen Einblick hinter die Kulissen und verriet Geheimnisse, über die benötigten Techniken der Bühnenbildnerei. Sabbatini behandelt und analysiert den Übergang von scenen zur machine. Besonders hervorzuheben ist, dass Sabbatini kein Theoretiker war, sondern aus der Praxis heraus, die Pratica schrieb.
Unter scenen versteht Sabbatini die Bühne als Bildraum und als imaginäre Stadt. Dort spielt sich die Komödie ab. Unter machine versteht Sabbatini das bewegte Dekor, welches zur Bühnengestaltung verwendet wird.
Sabbatinis Werk wurde auf Italienisch verfasst und von Willi Flemming übersetzt. Nach Willi Flemming beinhaltet das Werk „Pratica di fabricar scene, e machine ne’teatri“ von Nicolà Sabbatini keine Neuheiten. Im Gegenteil, bezeichnet Flemming die im Werk dargestellten Techniken als durchschnittlich. Entgegen der Meinung von Flemming, wird das gesamte Werk in aktueller Literatur, heute wie auch für die damalige Zeit, als sehr wertvoll angesehen. Konträr zu damaligen Werken, war Sabbatinis Werk aufgebaut wie ein Lehrbuch.
Das erste Buch handelt von Problemen des Theaterbaus, der Zuschaueranordnung, des Szenenaufbaus, des Szenenbildes und des Lichtes. Sabbatini geht besonders auf die Perspektive ein. Wichtig ist ihm, dass ausreichend Aufmerksamkeit dem Herzogsitz zugewandt wird.
Das zweite Buch behandelt seiner Meinung nach, die wichtige Thematik des Zwischenspiels. Es geht vor allem darum, zwischen den verschiedenen Akten das Bühnenbild so zu verändern, dass es für den nächsten Akt passt. Geräte zur Bewegung der Szene und Erstellung der Spezialeffekte werden benötigt. Sein Zeitgenosse Sebastiano Serlio hingegen war der Meinung, es wäre nicht nötig während der Akte die Szene zu wechseln. Trotz der Kritik an Sabbatinis Vorgehensweise etablierten sich die Geräte für die Spektakuläre Unterhaltung.
In seinem Werk behandelte Sabbatini nicht nur die Bühnendarstellungen und Theatermaschinen, die er für sinnvoll hält, sondern behandelt den kompletten Umgang der vorhandenen Konstruktionen der Theaterkunst. So schreibt Sabbatini im Kapitel 28 des ersten Buches über das Thema „Wie man am Hintergrund mehrere Straßen mit einem oder mehreren Fluchtpunkten zeichnen kann.“ Hierbei geht Sabbatini darauf ein, dass einige Kollegen gibt, die im Hintergrund mehrere Straßen zeichnen, er jedoch von dieser Art der Darstellung nicht sehr viel hält.
|  | „Einige lassen im Hintergrund mehr als eine Straße darstellen mit einem Fluchtpunkt oder auch mit mehreren, wahrlich eine Sache, die ich schließlich nicht billigen kann. Denn wenn man auch glauben kann, daß es die Szene geräumiger erscheinen läßt, so nimmt es ihr doch viel von ihrer Tiefenwirkung. Denn die Häuser und Straßen fallen so klein aus, daß sie, wie man zu sagen pflegt, einem Mückenschwarm gleichen.“ – Nicola Sabbatini übersetzt von Willi Flemming. S. 200f. |
|  | --- |

## Bedeutung

### Szenenwechsel
Sabbatini beschreibt in seinem zweiten Buch verschiedene Arten, wie eine Szene gewechselt werden kann. Dabei sind vier Arten des Wechsels hervorzuheben:
|  |  |  |  |
|  |  |  |  |

### Wolkenmaschinen

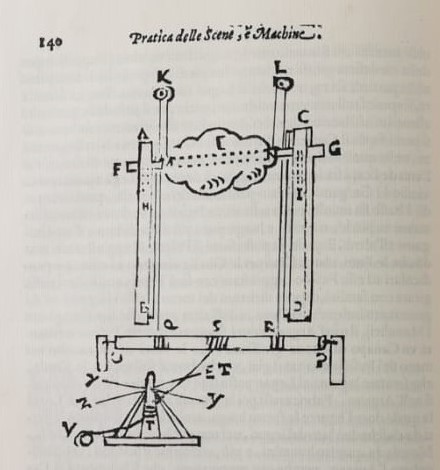
Skizze einer Wolkenmaschine von Nicola Sabbatini.

Das Ende des zweiten Werks handelt größtenteils davon wie der Himmel mit Wolken geschmückt werden kann. Sabbatini teilt den Himmel in verschiedene Teile ein und beschäftigt sich mit den unterschiedlichsten Möglichkeiten, „wie man nach und nach einen Teil des Himmels sich bewölken lassen kann“. Sabbatini stellt verschiedene Formen von Maschinen vor, zum einen mit verschiedenen Zahnrädern, die dafür zuständig sind, dass die Wolken von dem hinteren Teil der Bühne nach vorne kommen. Sabbatini beschreibt zum anderen auch eine Form der Wolke, auf der Personen stehen und befördert werden konnten. Sabbatini beschreibt wieder, dass die zuständigen Personen für Wolken und Wind gleichzeitig arbeiten müssen, aufpassen sollen, dass die Wolke kein Übergewicht bekommt. Die Wolkenmaschinen waren sehr beliebt im Theater und symbolisierten das Unerreichbare beziehungsweise Unglaubliche, wie zum Beispiel Gott.

### Architektonische Mitwirkung
Sabbatini stand im Dienst von Francesco Maria II. della Rovere dem Herzog von Urbino. Das erste architektonische Werk, welches Sabbatini zugeschrieben wurde, war die Kapelle Santa Maria delle Grazie in Pesaro im Jahre 1598. 1612 wurde er für das Projekt der Restaurierungsarbeiten am Hafen von Pesarobeauftragt. 1615 veranlasste der Herzog den Wiederaufbau der seitlichen Palisaden entlang des Flusses Foglia. Hervorzuheben ist auch der Bau des neuen Apartments eine Medici. Die 1627 erbaute Chiesa del Suffragio in Pesaro wird Sabbatini zugeschrieben. Ab 1630 konstruierte er Hofgebäude in Pesaro.
1637 wurde Sabbatini mit dem Aufbau und der Einrichtung des Teatro del Sole in Pesaro beauftragt. Aus diesem Auftrag ging auch seine „Pratica“ hervor.

### Bedeutung des Werks
Die Pratica kündigt den Geist einer neuen Zeit an, Sabbatini übernahm Errungenschaften der Renaissancebühne und entwickelte die Techniken weiter, welche besonders auf Illusionserzeugung und Beweglichkeit der Bühnenelemente fokussiert war. Beide Aspekte sind Inhalt des barocken Bühnenaufbaus. Die Technik der Kulissenbühne jedoch bleibt in seinem Werk unerwähnt, auch wenn diese bereits 1606 vollständig entwickelt wurde. Die Pratica wird auch als Übergang von Barock in die Renaissance bezeichnet. Sabbatini hebt in seinem Werk hervor, wie viel Elemente der barocken Bühnenkunst bereits in der Renaissancebühne angelegt waren, aber auch welche Tendenzen sich entwickeln.
Sabbatinis „Pratica“ trägt einen erheblichen Beitrag zur Forschung der Bühnenmaschinerie des Barocks bei. Durch seine ausführliche Darstellung lässt sich nachvollziehen, wie die Theaterkunst in der Frühen Neuzeit funktioniert hat.